# Tonos únicos

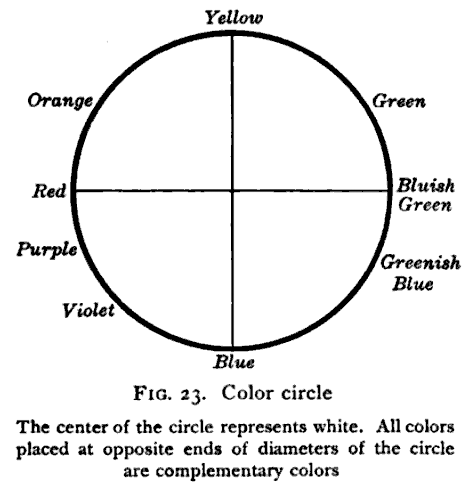
Un concepto de cuatro tonos únicos del psicólogo Charles Hubbard Judd (1917)

El tono único es un término utilizado en la psicología perceptiva de la visión del color y generalmente se aplica a los tonos más puros de azul, verde, amarillo y rojo. Los defensores de la teoría del proceso oponente creen que estos tonos no pueden describirse como una mezcla de otros tonos y, por lo tanto, son puros, mientras que todos los demás tonos son compuestos. El correlato neuronal de los tonos únicos se aproxima a los extremos de los canales oponentes en la teoría del proceso oponente. En este contexto, los tonos únicos a veces se describen como «primarios psicológicos», ya que pueden considerarse análogos a los colores primarios de la teoría tricromática del color.

## Teoría del proceso oponente

Aproximaciones dentro de la gama sRGB a los «colores objetivo» del Sistema de Color Natural, un modelo basado en la teoría del proceso oponente de la visión del color.

El concepto de que ciertos tonos son «únicos» surgió con la introducción de la teoría del proceso oponente, que Ewald Hering introdujo en 1878. Hering fue el primero en proponer la idea de que el rojo, el verde, el azul y el amarillo eran tonos únicos («Urfarben»), basándose en el concepto de que estos colores no podían percibirse simultáneamente. Estos tonos representaban los extremos de dos ejes perpendiculares de color: un eje rojo-verde y un eje azul-amarillo. Aunque esta teoría con cuatro tonos únicos fue considerada inicialmente contradictoria con los tres colores primarios de la teoría tricromática de Young-Helmholtz, las dos teorías fueron reconciliadas teóricamente por Erwin Schrödinger y el descubrimiento posterior de células oponentes al color en la retina y el núcleo geniculado lateral (NGL) relacionó las dos teorías fisiológicamente.

## Fisiología

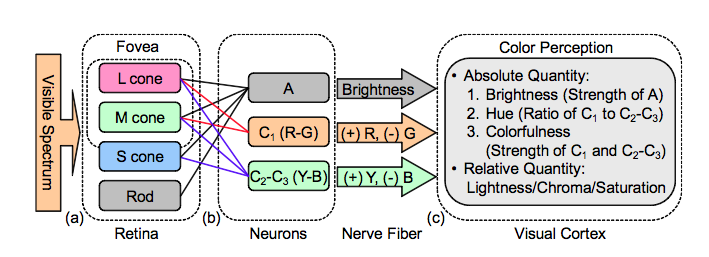
Diagrama del proceso oponente

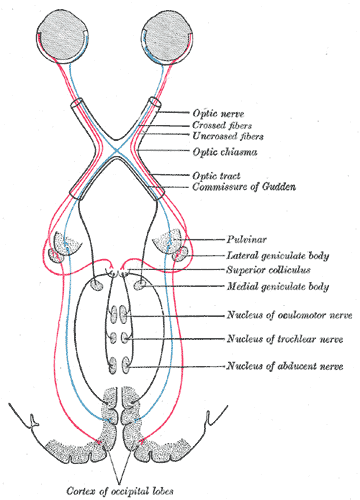
Ruta de la señal desde los ojos hasta el NGL.

Hasta ahora no se ha logrado encontrar una vía fisiológica desde los conos de la retina hasta un correlato neuronal para los tonos psicológicos únicos. Mollon y Jordan afirman que «...la naturaleza de los tonos únicos sigue siendo misteriosa y no sabemos si nos dicen algo sobre la organización neuronal del sistema visual». La primera transformación de la luz en una señal neuronal (fototransducción visual) produce tres canales, cada uno proporcional a la captura cuántica de un tipo de cono (L-, M- y S-), estimada por el espacio de color LMS. La segunda transformación ocurre en las células oponentes al color y produce los canales del proceso oponente: L+M (luminancia), L-M (rojo-verde) y S-(L+M) (azul-amarillo), estos últimos forman los ejes cardinales.
Hering y otros investigadores hasta mediados del siglo XX esperaban que los ejes cardinales correspondieran a los tonos únicos, es decir, que los tonos únicos existirían cuando un canal oponente se estimula al máximo y el otro canal oponente está en equilibrio. Sin embargo, pruebas psicofísicas posteriores demostraron que mientras que el rojo único se encuentra en el extremo del eje L-M los otros tonos únicos no se encuentran en los extremos de ninguno de los canales oponentes (ejes L-M y S-(L+M)). Por lo tanto, los ejes cardinales no son un correlato directo de nuestra experiencia de tonos únicos y se debe aplicar una tercera transformación adicional para identificar correlatos, es decir, cada tono único es una síntesis de los canales del proceso oponente. Una teoría sugiere una conversión en un punto posterior al NGL, y que esto produce combinaciones no lineales que dan como resultado que nuestra experiencia del color no sea lineal con respecto a los ejes cardinales. Sin embargo, aunque se han encontrado células oponentes en el NGL que responden a combinaciones de conos diferentes a los de los ejes cardinales, como M-S, no existe una comprensión fisiológica de esta tercera transformación. Por lo tanto, una teoría opuesta sugiere que los tonos se aprenden en función de las variaciones en el entorno visual; que los tonos únicos representan una adaptación que se aleja de los ejes cardinales y que los tonos únicos no se pueden explicar por los números relativos de conos L y M excitados o sus sensibilidades.
Existe evidencia mixta en cuanto a si los tonos únicos son perceptualmente privilegiados en comparación con otros colores. Algunas investigaciones sugieren que no hay una mayor sensibilidad para los tonos únicos en comparación con otros colores, pero otras pruebas sugieren que hay una mayor sensibilidad para los amarillos y azules, lo que puede deberse a que coinciden con el lugar geométrico de la luz diurna. No hay evidencia directa de que mayores poblaciones de neuronas estén dedicadas a tonos únicos en comparación con otros colores, pero algunas investigaciones de EEG sugieren que la latencia de algunos componentes de EEG puede ser más corta para tonos únicos en comparación con tonos no únicos, y que los colores pueden decodificarse con mayor precisión a partir de señales de EEG cuando son tonos únicos.

## Medición
Los tonos únicos se cuantifican típicamente como longitud de onda de luz monocromática, color Munsell, o grado de tono derivado de un espacio de color RGB. Se le pide al sujeto que determine el tono que no está contaminado por tonos únicos vecinos, ya sea mediante el método de ajuste, donde el sujeto ajusta libremente el color hasta alcanzar el tono único, o mediante escaleras de elección forzada de dos alternativas (2AFC). En este último, el sujeto elige iterativamente cuál de las dos opciones de color espectral es más pura. El color no elegido se reemplaza por un color del lado opuesto del color elegido. Cuando se elige el mismo color dos veces seguidas, esto constituye una inversión y el tamaño del paso disminuye. Después de un cierto número de inversiones, se determina la longitud de onda/tono del tono único.

## Variabilidad
Se ha determinado experimentalmente que los tonos únicos representan ángulos de tono promedio de 353° (rojo carmín), 128° (verde cobalto), 228° (azul cobalto) y 58° (amarillo). Sin embargo, los valores presentan una gran variabilidad inter-sujeto y una ligera variabilidad intra-sujeto, dependiendo del estado de adaptación del sistema visual. Por ejemplo, la longitud de onda atribuida al verde único varía hasta en un 70 nm entre sujetos. La varianza excede en gran medida la varianza que se esperaría de diferentes relaciones de cono L:M o sensibilidades espectrales, pero no se ha identificado la fuente de esta varianza.
Los tonos únicos son una herramienta útil para medir la variabilidad intra-sujeto en la percepción del color. Neitz et al. (2002) muestran que el amarillo único se desplaza hacia longitudes de onda más largas después de una adaptación de varios días a entornos rojos, y también se desplaza para los observadores daltónicos deuteranómalos. Los investigadores interpretan estos resultados como una sugerencia de un mecanismo de normalización a largo plazo que puede cambiar la ponderación de las entradas del cono para compensar los cambios globales en la iluminación, permitiendo que la visión del color siga siendo óptima en un entorno cromático cambiante. También se ha demostrado que los tonos únicos cambian a lo largo del año como resultado de la adaptación a las diferencias en el espectro de colores del entorno en verano en comparación con el invierno, y se ha demostrado que cambian después de la cirugía para eliminar cataratas.
Los tonos únicos han jugado un papel importante en la comprensión de la relatividad lingüística o la idea de que el lenguaje tiene una influencia significativa en el pensamiento. La forma en que el lenguaje y la cultura afectan la denominación de los colores es un tema de debate y aún no se comprende del todo. El lado universalista del debate sostiene que los términos de color únicos están biológicamente ligados al sistema visual humano y al entorno visual y son los mismos independientemente del idioma y la cultura. El lado relativista sostiene que el lenguaje contextualiza el pensamiento y, por lo tanto, la percepción, siendo la idea que tener un entorno y una cultura diferentes hace que la percepción del individuo sea diferente.

### En la deficiencia de la visión del color
Los tonos únicos tienen un significado diferente en sujetos con deficiencia en la visión cromática. Se determinó que el amarillo único se desvía hacia longitudes de onda más altas para los tricrómatas anómalos (deuteranomalía), acercándose a 700 nm para deutanes fuertes. Los dicrómatas, que poseen un único canal oponente cromático, tienen tonos únicos en los extremos de su espectro visible, donde cada cono se excita independientemente, lo que hace que los tonos únicos sean una herramienta ineficaz para cuantificar la visión del color dicromático. Sin embargo, es común utilizar técnicas similares para definir la longitud de onda correspondiente al «blanco único» (punto acromático) de los dicromáticos como medio para cuantificar su visión del color. Si bien el desequilibrio en la relación de los conos L:M está vinculado a una leve deficiencia en la visión del color rojo-verde, no existe una dependencia del amarillo exclusivo de la relación L:M. De la misma manera, no hay cambio en el amarillo único para los portadores de dicromía.